# Бугров Віталій Іванович
Віталій Іванович Бугров (рос. Вита́лий Ива́нович Бугро́в) — російський радянський критик, бібліограф, історик фантастичної літератури, редактор і автор фантастичних творів.

## Біографія
Закінчив філологічний факультет Уральського університету. З 1955 року жив у Свердловську. Працював шкільним учителем, вихователем в інтернаті, з 1966 року - в редакції журналу «Уральський слідопит».
Один з яскравих і послідовних пропагандистів і подвижників наукової фантастики в СРСР. Протягом багатьох років керував відділом фантастики в журналі «Уральський слідопит», був одним з основних організаторів фестивалю і премії «Аеліта». Разом з Борисом Ляпуновим був один з перших популяризаторів російської дореволюційної та радянської довоєнної фантастики. Численні статті і замітки Бугрова об'єднані в книгах «В пошуках завтрашнього дня. Про фантастику серйозно і з посмішкою»(1981) і «1000 образів мрії. Про фантастику всерйоз і з посмішкою. Нариси і етюди» (1988). Активно займався бібліографією фантастики, серед його досліджень виділяються: «Радянська фантастика: Книги 1917-1975 рр.» (1979), «Поховані в періодиці (1945-1976)» (1980), а також анотовані покажчики, складені в співавторстві з І. Халимбаджой - «Фантастика в дореволюційній російській літературі» (1983) і «Довоєнна радянська фантастика» (1986; доп.1989; доп.1992).
Лауреат премії Велике Кільце (1981), премії ім. І. Єфремова (1988) та премії «Мандрівник» (1995) в номінації «Паладин фантастики».
Помер в 1994 році. Похований на Широкореченському кладовищі.
У 1997 році був виданий посмертний збірник оповідань Бугрова «Друга подорож Філеаса Фога» і заснована меморіальна премія «Аеліти» - Премія ім. В. Бугрова - за внесок в фантастикознавстві.

### Книги
- Бугров В. В пошуках завтрашнього дня. Про фантастику всерйоз і з посмішкою. - Свердловськ: Сер.-Урал. кн. изд., 1981. - 223 с.

- Бугров В. Друга подорож Філеаса Фога. - Єкатеринбург: Уральський слідопит, 1997. ISBN 5-58385-013-X.

### Оповідання
- Асистент доктора Кларка // Уральський слідопит. - 1963. - № 11. - С. 45-51.

- Потилиця в дзеркалі // Уральський слідопит. - 1966. - № 10. - С. 70-75.

- Острів'яни // Бугров В. Друга подорож Филеаса Фога. - Єкатеринбург: Уральський слідопит, 1997..

- Лицар: Розповідь-жарт // Уральський слідопит. - 1965. - № 11. - С. 78.

- Той, який створював їх предків // Бугров В. Друга подорож Філеаса Фога. - Єкатеринбург: Уральський слідопит, 1997. - С. 67-70.

### Критика
- Бугров В. І. 1000 образів мрії: Про фантастику серйозно і з посмішкою / В. І. Бугров. - Свердловськ, 1988. - 288 с.

- «Все те ж: люди серед людей ...» // Урал. - 1980. - № 3. - С. 172-176.

- Чи є життя на Землі? // Уральський слідопит. - 1981. - № 4. - С. 62-63.

- Забуті сторінки // Уральський слідопит. - 1968. - № 1. - С. 63-69.

- ... І вигадали самих себе! // Уральський слідопит. - 1970. - № 7. - С. 72-77.

- Капітан Немо в Росії // Уральський слідопит. - 1974. - № 7. - С. 55.

- Конструктор мрії // Співрозмовник: Зб. для юнацтва. Вип. 4. - Новосибірськ: Західно-Сибірське кн. вид-во, 1979. - С. 61-75.

- Лоція в книжковому світі // Уральський слідопит. - 1975. - № 12. - С. 69.

- Про фантастику - всерйоз і з серйозно // Співрозмовник: Зб. для юнацтва. Вип. 1. - К: Західно-Сибірське кн. вид-во, 1974. - С. 77-93.

- Про фантастику - всерйоз і з серйозно // Співрозмовник: Зб. для юнацтва. Вип. 2. - К: Західно-Сибірське кн. вид-во, 1975. - С. 61-75.

- Про фантастику - всерйоз і з серйозно // Співрозмовник: Зб. для юнацтва. Вип. 3. - Новосибірськ: Західно-Сибірське кн. вид-во, 1977. - С. 113-129.

- Жилий Місяць // Тільки один старт: Фант. оповідання та повісті. - Свердловськ: СУКИ, 1971. - С. 195-204.

- Від берести до ...? // Уральський слідопит. - 1966. - № 10. - С. 40-42.

- Від упорядника // Тільки один старт: Фант. оповідання та повісті. - Свердловськ: СУКИ, 1971. - С. 5-6.

- Післямова // Єфремов І. Час Бика: НФ роман. - Свердловськ: СУКИ, 1989. - С. 438-446.

- (З І. Чебаненко) Проданий ... апетит // Уральський слідопит. - 1970. - № 10. - С. 76.

- Путівник по країні чудес // Уральський слідопит. - 1971. - № 1. - С. 79.

- Сьомий материк // Уральський слідопит. - 1969. - № 1. - С. 64-67.

- Той, хто збирає красу // Уральський слідопит. - 1972. - № 12. - С. 48-51.

- Той, хто збирає красу // Співрозмовник: Зб. для юнацтва. Вип. 2. - К: Західно-Сибірське кн. вид-во, 1975. - С. 75-85.